# Kfar-Habad
Kfar-Habad est un village de hassidim de Loubavitch situé dans le conseil régional de la vallée de Lod en Israël à 7 km au sud de Tel Aviv.
Il a été établi par le rabbin Joseph Isaac Schneersohn en 1949. Une synagogue est située dans le village. Les premiers habitants étaient des récents immigrants de l'Union soviétique, survivants de la Seconde Guerre mondiale et du stalinisme. Kfar-Habad comprend plusieurs institutions d'enseignement, au centre du mouvement hassidique Loubavitch en Israël.